# Kombo
 (février 2022).
La mise en forme du texte ne suit pas les recommandations de Wikipédia : il faut le « wikifier ».
Les points d'amélioration suivants sont les cas les plus fréquents. Le détail des points à revoir est peut-être précisé sur la page de discussion.
- Les titres sont pré-formatés par le logiciel. Ils ne sont ni en capitales, ni en gras.
- Le texte ne doit pas être écrit en capitales (les noms de famille non plus), ni en gras, ni en italique, ni en « petit »…
- Le gras n'est utilisé que pour surligner le titre de l'article dans l'introduction, une seule fois.
- L'italique est rarement utilisé : mots en langue étrangère, titres d'œuvres, noms de bateaux, etc.
- Les citations ne sont pas en italique mais en corps de texte normal. Elles sont entourées par des guillemets français : « et ».
- Les listes à puces sont à éviter, des paragraphes rédigés étant largement préférés. Les tableaux sont à réserver à la présentation de données structurées (résultats, etc.).
- Les appels de note de bas de page (petits chiffres en exposant, introduits par l'outil «  Source ») sont à placer entre la fin de phrase et le point final[comme ça].
- Les liens internes (vers d'autres articles de Wikipédia) sont à choisir avec parcimonie. Créez des liens vers des articles approfondissant le sujet. Les termes génériques sans rapport avec le sujet sont à éviter, ainsi que les répétitions de liens vers un même terme.
- Les liens externes sont à placer uniquement dans une section « Liens externes », à la fin de l'article. Ces liens sont à choisir avec parcimonie suivant les règles définies. Si un lien sert de source à l'article, son insertion dans le texte est à faire par les notes de bas de page.
- La présentation des références doit suivre les conventions bibliographiques. Il est recommandé d'utiliser les modèles {{Ouvrage}}, {{Chapitre}}, {{Article}}, {{Lien web}} et/ou {{Bibliographie}}. Le mode d'édition visuel peut mettre en forme automatiquement les références.
- Insérer une infobox (cadre d'informations à droite) n'est pas obligatoire pour parachever la mise en page.

Pour une aide détaillée, merci de consulter Aide:Wikification.
Si vous pensez que ces points ont été résolus, vous pouvez retirer ce bandeau et améliorer la mise en forme d'un autre article.
Ne doit pas être confondu avec Royaume de Kombo.
Kombo est un site internet de comparaison et de réservation de billets de train, bus et avion pour des trajets en France et en Europe exploité par la société Artea.
La plateforme en ligne vend les billets de train de SNCF) (incluant les TGV Inoui, Ouigo, Intercités, TER, Eurostar, Thalys et Lyria), mais aussi Trenitalia, SNCB, NS. Sur le bus, Kombo couvre les compagnies opérant en France (Blablacar Bus, FlixBus, Eurolines, Andbus...), et en Europe (Alsa, National Express, Itabus, Baltour, Marino, Marozzi, Regiojet...). Enfin, le site vend les billets d'avion de la grande majorité des compagnies aériennes : Air France, Easyjet, Ryanair, Volotea, Transavia, British Airways, Emirates, Singapore Airlines, etc. Le site référence aussi le covoiturage de BlaBlaCar.

## Historique
À la suite de la libéralisation du marché par la loi Macron en 2015, Clément Hugon lance SoBus en mai 2016, d'abord uniquement en tant que comparateur de prix. La dérégulation autorise le transport national de passagers en bus sur de longues distances, entraînant la création de lignes interrégionales (en France) et internationales (en Europe).
En mars 2017, la startup française évolue vers un modèle de plateforme de comparaison et de réservation grâce à la mise en place d'accords avec les compagnies de bus.
En mars 2018, l'entreprise annonce une levée de fonds de 600k€.
En juin 2019, le site annonce un changement de nom de SoBus vers Kombo, dans la perspective de proposer également des billets de train. C'est au mois de novembre 2019 que le site commence à vendre les billets de train de la SNCF.
À partir de 2021, Kombo propose les billets d'avion sur plus de 200 compagnies aériennes, ainsi que les billets de train sur la Belgique et l'Allemagne. En octobre 2021, le site permet à ses clients de compenser le CO2 émis par le vol en plantant des arbres directement dans l'interface d'achat.
Kombo se lance sur le marché italien à partir d'octobre 2023 , puis lance les combinés train + avion en février 2024.
Le trafic du site est estimé à 750 000 visiteurs mensuels en février 2024.

## Concurrence
L'environnement concurrentiel de Kombo se compose des comparateurs de prix, ainsi que des plateformes de réservation en ligne, multimodaux. Le marché ferroviaire français s'est ouvert à la concurrence en décembre 2020, permettant à de nouveaux opérateurs de trains d'entrer en concurrence avec SNCF. Trenitalia est la première compagnie à lancer des trajets, notamment Paris-Lyon et Paris-Milan.

## Modèle économique
La société se rémunère par un système de commission avec les compagnies de transport.